# Richard Norris Williams

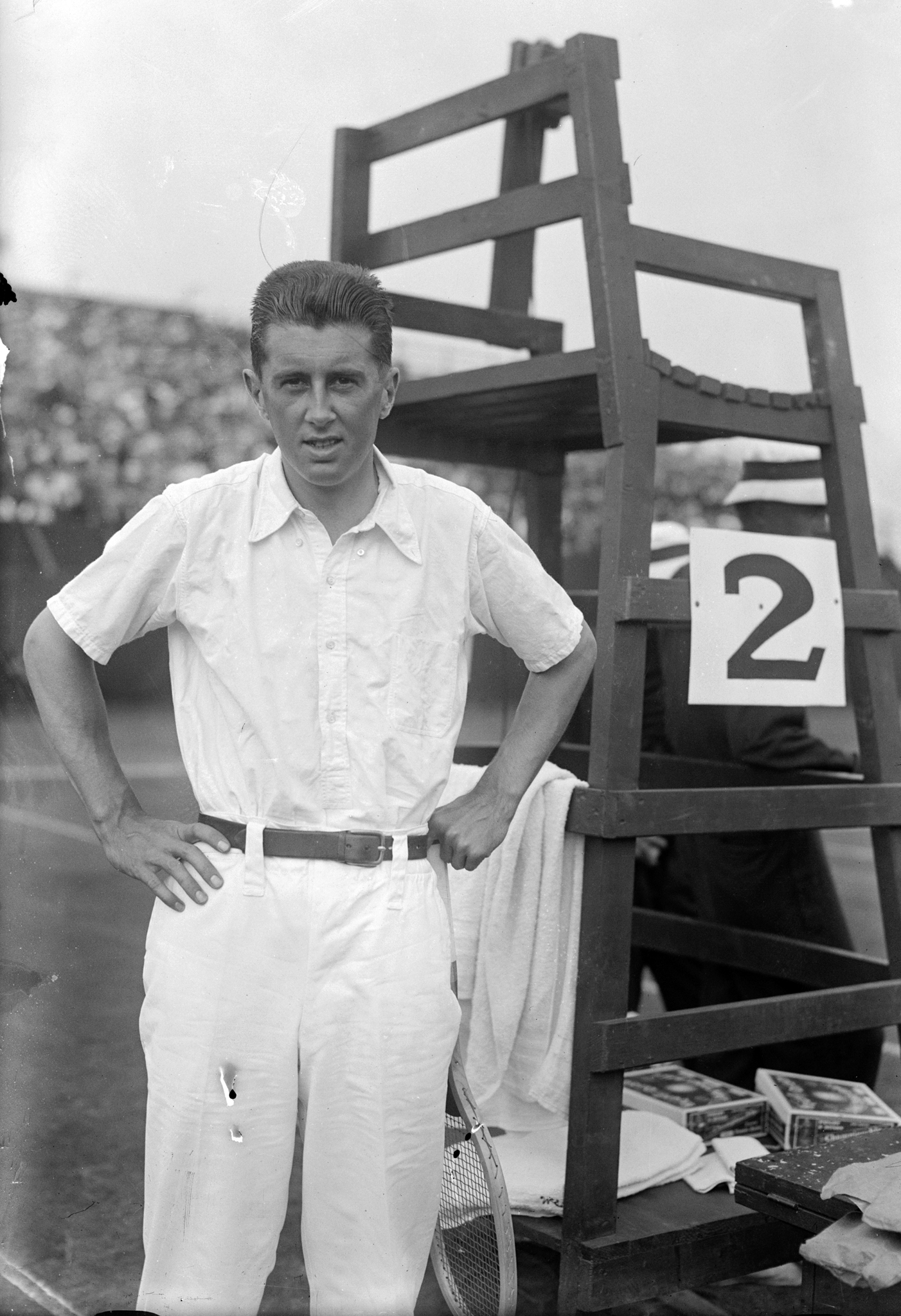
Richard Williams (1916)

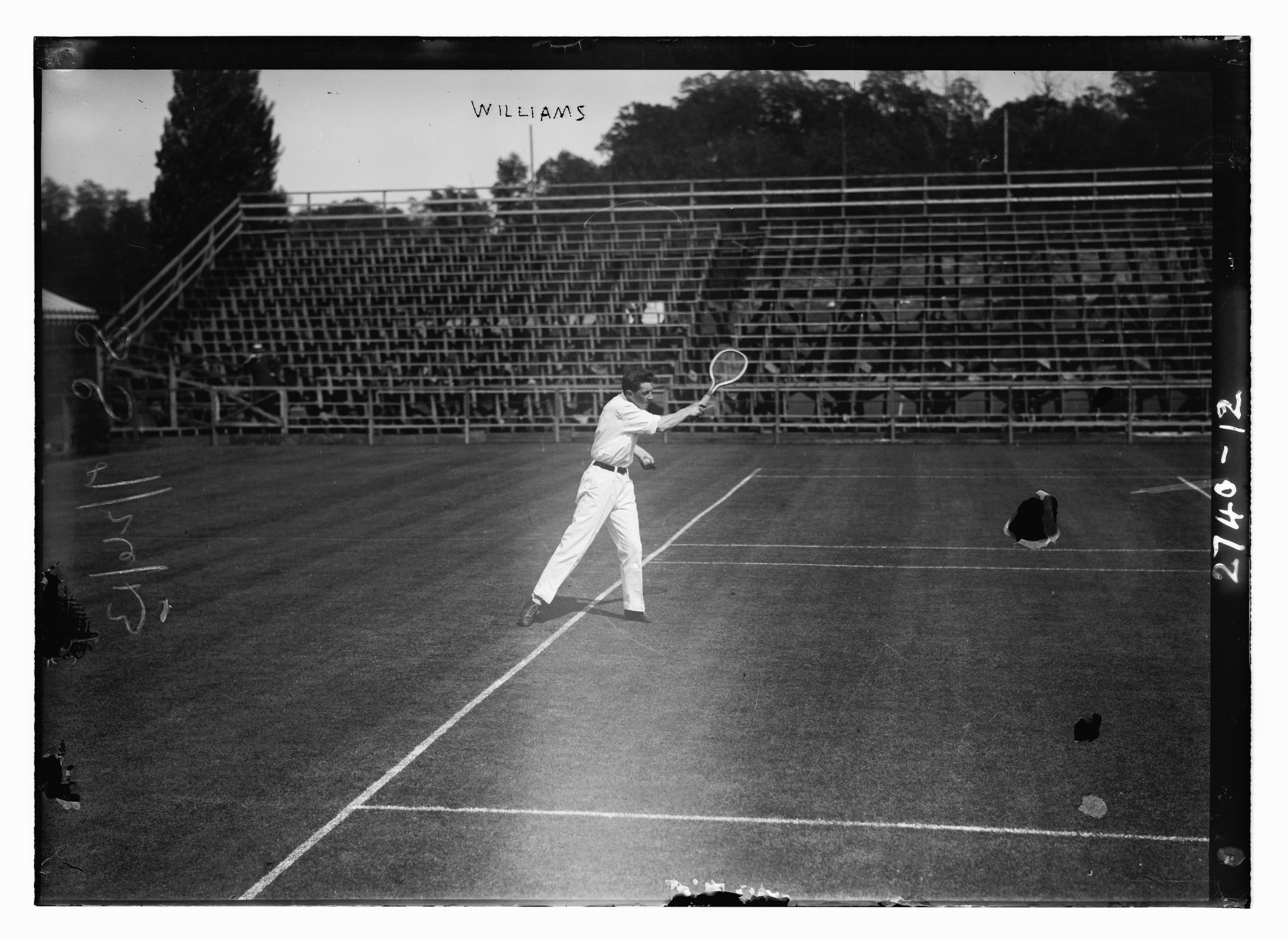
Richard Williams (ca. 1913)

Richard Norris „Dick“ Williams II (* 29. Januar 1891 in Genf, Schweiz; † 2. Juni 1968 in Bryn Mawr, Pennsylvania) war ein US-amerikanischer Tennisspieler.

## Biografie
Williams wurde in der Schweiz als Sohn des US-amerikanischen Anwalts Duane Williams (1860–1912) und dessen Frau Lydia Biddle White (1864–1946) geboren. Die Eltern waren wegen gesundheitlicher Probleme des Vaters in die Schweiz und in die Nähe von Heilbädern gezogen. Im Jahr 1911 wurde Williams Schweizer Meister im Tennis.
Im April 1912 schifften Sohn und Vater als Passagier Erster Klasse des Luxusdampfers Titanic ein. Richard wollte in Harvard studieren und in den USA Tennis spielen. Vater Duane und Richard halfen anderen Passagieren nach der Kollision mit dem Eisberg in die Rettungsboote. Als es keine Boote mehr hatte, waren die beiden immer noch auf dem Schiff. Sein Vater kam bei dem Unglück ums Leben; er wurde von einem der niederstürzenden Schornsteine erschlagen. Vor dem Untergang sprang Williams ins Meer. Nach dem Untergang des Schiffes hielt sich Williams sechs Stunden im eiskalten Wasser an einem gekenterten Rettungsboot fest, ehe er gerettet wurde.
Der Arzt an Bord des Passagierschiffes Carpathia, welches Williams rettete, riet ihm die Beine aufgrund der Erfrierungen amputieren zu lassen – eine damals gängige Maßnahme bei schwerwiegenden Erfrierungen dieser Art. Williams widersetzte sich jedoch dieser Empfehlung und gesundete vollständig. Bereits Monate später erreichte er das Viertelfinale der US Open und unterlag dem späteren Sieger Maurice McLoughlin. Am 18. Juli 1912 traf er erstmals in einem Turnier in Boston auf Karl Howell Behr, den er nach dem Untergang der Titanic auf der Carpathia kennengelernt hatte.
In den Jahren 1914 und 1916 gewann er die amerikanischen Tennismeisterschaften und 1925 und 1926 das Doppel. Im Jahr 1920 siegte er in Wimbledon im Doppel und 1924 gewann er im Alter von 34 Jahren mit der 37-jährigen Hazel Hotchkiss Wightman das Mixed bei den Olympischen Spielen. 1957 erfolgte die Aufnahme in die International Tennis Hall of Fame.